# Гертруда фон Хоенберг
Гертруда от Хоенберг (на немски: Gertrud von Hohenberg, * 1225 в Дайлинген, † 16 февруари 1281 във Виена) като съпруга на Рудолф I Хабсбургски е от 1253 г. графиня на Хабсбург, Кибург и Льовенщайн и от 1273 г. като Анна фон Хабсбург римско-немска кралица.
Анна фон Хабсбург е смятана за прамайка на династията на Хабсбургите в Австрия.

## Произход
Тя е най-възрастната дъщеря на граф Буркард V († 1253) фон Хоенберг от Швабия (род Хоенцолерн) и неговата съпруга пфалцграфиня Мехтхилд фон Тюбинген, дъщеря на пфалцграф Рудолф II († 1247) от Тюбинген.
По други източници тя е дъщеря на Леонард фон Хоенберг и Хайгерлох.

## Брак и управление
Гертруда се омъжва през 1245 г. в Елзас за граф Рудолф IV Хабсбургски (1218 – 1291), син на граф Албрехт IV Хабсбургски и неговата съпруга графиня Хайлвиг фон Кибург.
Двадесет години Гертруда фон Хоенберг е прилежна бургграфиня. На 1 октомври 1273 г. курфюрстовете избират единодушно нейния съпруг, граф Рудолф IV фон Хабсбург, във Франкфурт на Майн за немски крал. След неговата коронизация в Аахен тя се нарича Кралица Анна (Königin Anna).
След нейната смърт на 16 февруари 1281 г. във Виена, Рудолф се жени през май 1284 г. в Безансон за Изабела Бургундска (Агнес) (1270 – 1323), дъщеря на херцог Хуго IV от Бургундия.

## Деца
Гертруда и Рудолф имат четиринадесет деца (шест сина, осем дъщери):
- Матилда (1253 – 1304) ∞ 1273 в Хайделберг за Лудвиг II Строги, пфалцграф при Рейн и херцог в Бавария
- Албрехт I (1255 – 1308), ∞ 1276 във Виена за Елизабета Тиролска
- Катарина (1256 – 1282) ∞ 1279 във Виена за Ото III, херцог на Долна Бавария
- Агнес Гертруда (1257 – 1322) ∞ 1273 във Витенберг за Албрехт II от Анхалт, херцог на Саксония-Витенберг
- Хедвига (1259 – 1303) ∞ 1279 в Лехнин за Ото IV, маркграф на Бранденбург
- Клеменция (1262 – 1293) ∞ 1281 в Неапол за Карл Мартел Анжуйски, титуларкрал на Унгария от Дом Анжу
- Хартман (1263 – 1281 удавен), сгоден за принцеса Йохана, дъщеря на крал Едуард I от Англия
- Рудолф II (1270 – 1290), ∞ 1289 в Прага за Агнес от Бохемия, дъщеря на крал Отакар II Пршемисъл
- Гута (Юта) (1271 – 1297) ∞ 1285 в Прага за Вацлав II, крал на Бохемия
- Карл (*/† 1276)

- Портрети на някои от децата на Гертруда
- Матилда
- Албрехт I
- Клеменция
- Гута (Юта)

## Галерия
- Скулптура на Ана фон Хабсбург в катедралата Базел
- Гробната корона на кралица Ана, днес в Берлин
- Гробът на Гертруда фон Хоенберг с нейния син Карл в Базел